# محمد عصام خالد
محمد عصام خالد مواليد 11 يناير 1951، هو لاعب كرة سلة مصري. مثّل منتخب بلاده. شارك في دورة الألعاب الأولمبية الصيفية عام 1972 ودورة الألعاب الأولمبية الصيفية 1976.

## روابط خارجية
- محمد عصام خالد على موقع الاتحاد الدولي لكرة السلة (الإنجليزية)
- محمد عصام خالد على موقع الاتحاد الدولي لكرة السلة (الإنجليزية)
- محمد عصام خالد على موقع سبورتس رفرنس (الإنجليزية)
- محمد عصام خالد على موقع أوليمبيديا (الإنجليزية)